# Карп-Васькина
Карп-Васькина — деревня в Кудымкарском районе Пермского края. Входила в состав Белоевского сельского поселения. Располагается западнее от города Кудымкара. Расстояние до районного центра составляет 36 км. По данным Всероссийской переписи населения 2010 года, в деревне проживало 8 человек (4 мужчины и 4 женщины).

## История
По данным на 1 июля 1963 года, в деревне проживало 147 человек. Населённый пункт входил в состав Кувинского сельсовета.